# Debido proceso fundamental
El debido proceso fundamental (en inglés: substantive due process) es una teoría del derecho estadounidense por medio de la cual los tribunales establecen límites al poder y autoridad del gobierno. Según la jurisprudencia estadounidense, el uso de los tribunales de esta teoría procede de la cláusula del debido proceso de las enmiendas quinta y decimocuarta, que prohíben a los gobiernos federal y estatales, respectivamente, privar a cualquier persona de la «vida, libertad o propiedad, sin el proceso debido de la ley.» Así, el proceso debido fundamental marca la línea entre, por un lado, los actos de las personas de naturaleza pública o privada que el tribunal establece que son objeto de regulación púbica o legislación, y por otro los actos que los tribunales sitúan más allá del alcance de cualquier regulación gubernamental.
El debido proceso fundamental es distinto del debido proceso procesal. La diferencia entre el fundamental y el procesal procede del detalle de la frase «proceso debido de la ley». El objetivo de DP. procesal es proteger a los individuos del poder coercitivo del gobierno asegurando que los procesos de decisión se rijan por leyes válidas imparciales y justas (por el ejemplo, el derecho al anuncio suficiente, el derecho al árbitro imparcial, el derecho a dar testimonio y a admitir pruebas relevantes en las vistas, etc). En cambio el objetivo del DP. fundamental es proteger a los individuos contra la promulgación de políticas para la mayoría que traspasen el límite de lo que es la autoridad gubernamental, los tribunales establecen que la promulgación de la mayoría no es ley, y no puede imponerse como tal, a pesar de lo justo que sea el proceso de imposición.
El término «proceso debido fundamental» se usó por primera vez explícitamente en las compilaciones legales de los años 1930 como una distinción en la catalogación de casos de procesos debidos seleccionados, y ya en 1950 se había mencionado doce veces en las opiniones de la Corte Suprema. El término debido proceso fundamental se usa comúnmente en dos sentidos: el primero para identificar la línea de un caso, y el segundo para indicar una actitud política particular hacia las revisiones judiciales por medio de las dos cláusulas del debido proceso.
Muchos litigios de debido proceso fundamental implican cuestionamientos legislativos de derechos buscan un resultado particular en lugar de una mera apelación del procedimiento y sus efectos, en los casos que tienen éxito la Corte Suprema reconoce que se basan constitucionalmente en la libertad lo que entonces invalida las leyes que limiten esa libertad haciéndolas inejecutables o limitando su alcance. Los críticos a las decisiones por procesos debidos fundamentales generalmente afirman que esas libertades deberían dejarse a ramas del gobierno que tenga que responder más políticamente.